# Yves Robert (Musiker)

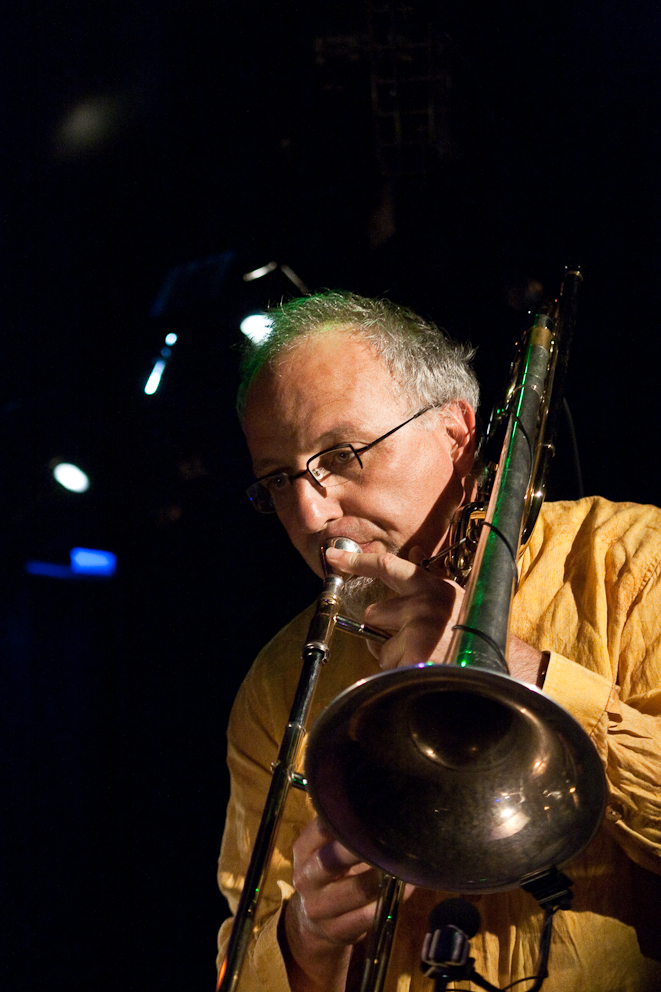
Yves Robert

Yves Robert (* 17. Januar 1958 in Chamalières) ist ein französischer Posaunist des Modern Creative Jazz.
Robert studierte bis 1976 am Konservatorium von Vichy und war dann in den Jazzclubs von Lyon und Nancy aktiv. Über die Nancy Jazz Action und insbesondere über die Association à la Recherche d’un Folklore Imaginaire (ARFI) und deren Big Band Marmite Infernal kam er mit der Jazzavantgarde in Berührung. Danach arbeitete er mit  dem Deutsch-französischen Jazz-Ensemble (unter Albert Mangelsdorff und Henri Texier) sowie mit Didier Levallet, Steve Lacy, Chris McGregor, Louis Sclavis, Gil Evans und dem Orchestre National de Jazz. Er trat weiterhin mit André Jaume, Heiner Goebbels, Marc Ducret, Daniel Humair, Wolfgang Reisinger, Andreas Willers, Daniel Erdmann und Joëlle Léandre auf. Seit Anfang der 1990er Jahre hat er eigene Gruppen, mit denen er bei den europäischen Festivals gastierte.

## Lexigraphischer Eintrag
- Martin Kunzler: Jazz-Lexikon. Band 2: M–Z. (= rororo-Sachbuch. Band 16513). 2. Auflage. Rowohlt, Reinbek bei Hamburg 2004, ISBN 3-499-16513-9.